# Złotorostowate

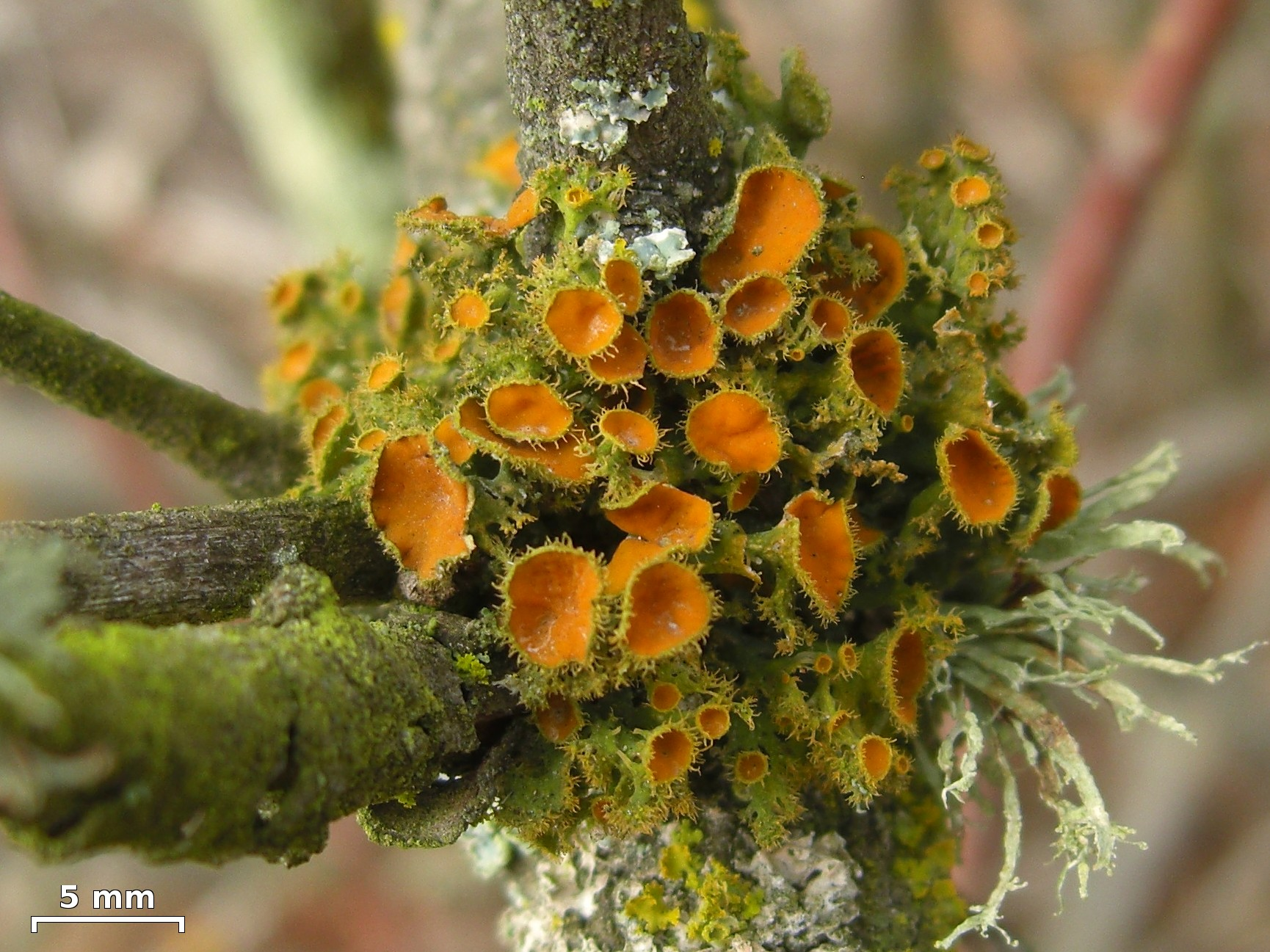
Teloschistes chrysophthalmus

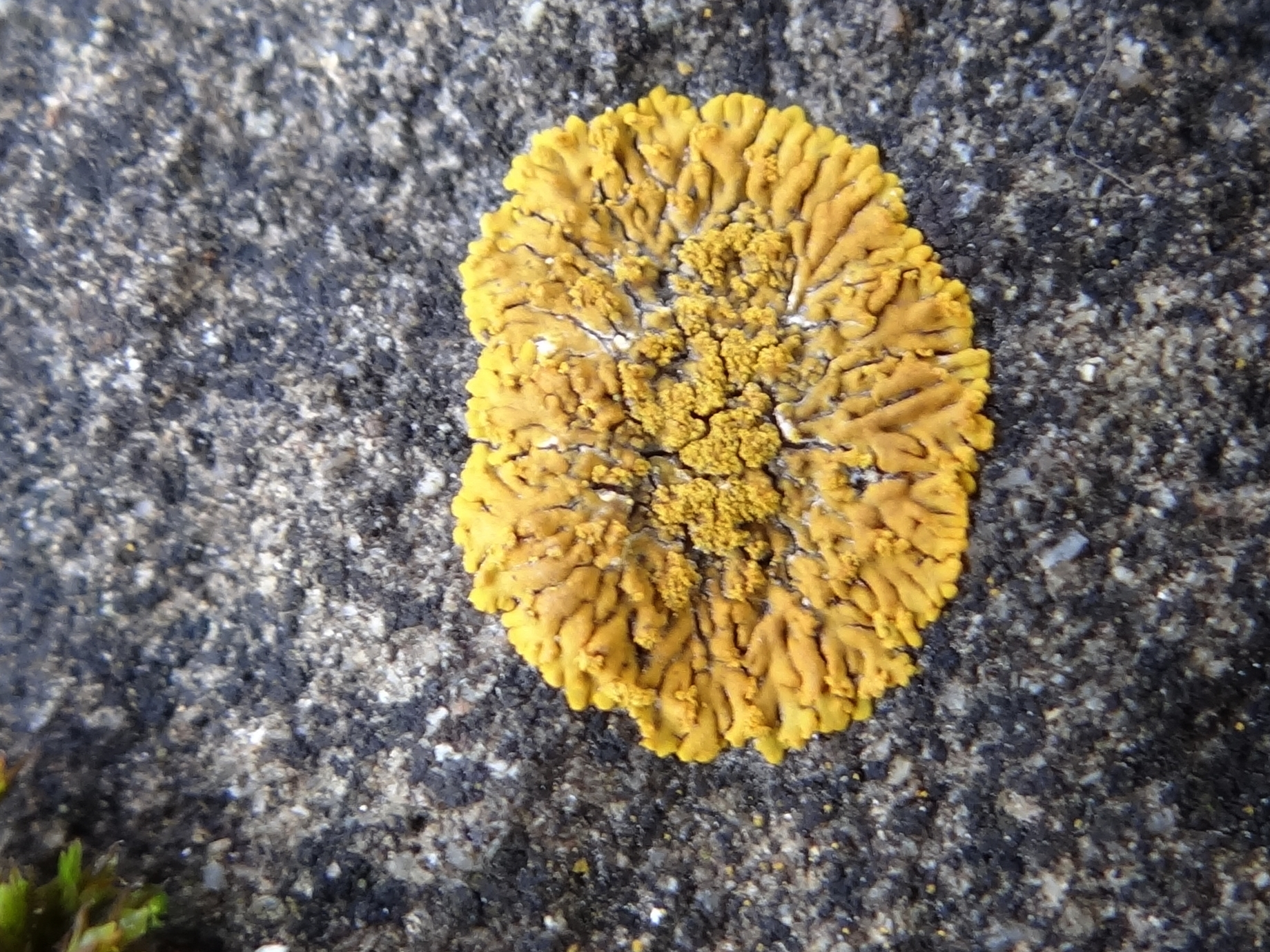
Jaskrawiec zwodniczy (Caloplaca decipiens)

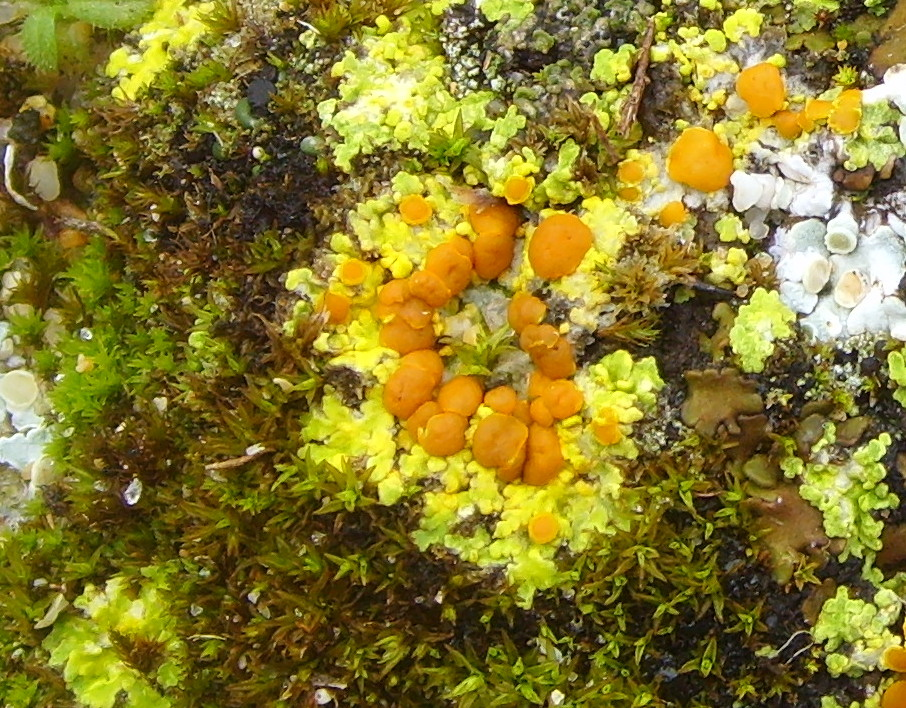
Błyskotka jasna (Fulgensia fulgens)

Złotorostowate (Teloschistaceae Zahlbr.) – rodzina grzybów z rzędu złotorostowców (Teloschistales).

## Systematyka
Pozycja w klasyfikacji według Index Fungorum: Teloschistaceae, Teloschistales, Lecanoromycetidae, Lecanoromycetes, Pezizomycotina, Ascomycota, Fungi.
Według aktualizowanej klasyfikacji Index Fungorum bazującej na Dictionary of the Fungi z rodziny tej w Polsce występują rodzaje:
- Caloplaca Th. Fr. 1860 – jaskrawiec
- Fulgensia A. Massal. & De Not. 1853 – błyskotka
- Gallowayella S.Y. Kondr., Fedorenko, S. Stenroos, Kärnefelt, Elix & A. Thell 2012
- Leproplaca (Nyl.) Nyl. 1888
- Solitaria Arup, Søchting & Frödén 2013
- Xanthoria (Fr.) Th. Fr. 1861 – złotorost[2].

Nazwy polskie według W. Fałtynowicza.